# خوسيه سانتوس زيلايا
خوسيه سانتوس زيلايا (بالإسبانية: José Santos Zelaya López) (و. 1853 – 1919 م) هو سياسي من نيكاراغوا ولد في ماناغوا.
وهو عضو في ليبرالية .

## روابط خارجية
- خوسيه سانتوس زيلايا على موقع الموسوعة البريطانية (الإنجليزية)